# Salvador Villalba
Salvador Villalba (29 agosto 1924 – 26 dicembre 2021) è stato un calciatore paraguaiano, di ruolo centrocampista.

## Carriera
Figlio di Jacinto Villalba, con la Nazionale paraguaiana giocò diverse Copa America ed i Mondiali del 1958.